# Rolf Winkler (Bildhauer)
Rolf Winkler (* 19. Dezember 1930 in Grünhain; † 19. Oktober 2001 in Berlin) war ein deutscher Bildhauer und Grafiker.

## Leben und Werk
Rolf Winkler wuchs in Schwarzenberg auf und besuchte dort die Schule. Nach dem Schulabschluss zog er nach Dresden und erlernte 1949–1951 an der Zwingerbauhütte den Beruf eines Steinbildhauers. 1952 besuchte er Zeichenkurse von Etha Richter an der Abendschule der Kunstakademie. Im folgenden Jahr übersiedelte er nach Berlin und war freischaffend tätig. Er arbeitete im Atelier von Waldemar Grzimek und erwarb sich auch autodidaktisch weitere Fertigkeiten. Von 1965 bis 1969 studierte Winkler an der Kunsthochschule Berlin-Weißensee Bildhauerei bei Heinrich Drake und Karl-Heinz Schamal. Er erhielt an dieser Einrichtung einen Lehrauftrag für Plastik im Abendstudium. Einer seiner Schüler war Stefan Reichmann. Zugleich arbeitete Winkler bis 1970 weiter in den Ateliers von Drake und Schamal. Die Tätigkeit an der Weißenseer Kunsthochschule brachte ihn ab 1980 zur Beschäftigung mit Drucktechniken. Als Bildhauer bekam er Aufträge für den öffentlichen Raum. Er war bis 1990 Mitglied des Verbands Bildender Künstler der DDR.
Im Jahr 1991 erfolgte eine Berufung an die Sommerakademie Strodehne. Er arbeitete im Beirat der Bildhauerwerkstätten. Studienreisen führten ihn in der Zeit der DDR in das sowjetische Mittelasien und 1993, 1995 und 1996 auf die Kanarischen Inseln. Die Zusammenarbeit mit befreundeten Malern wie Hanfried Schulz und Sieghard Pohl rundeten sein Werk und seinen Stil.
Winkler fand auf dem Friedhof Pankow IV seine letzte Ruhe.

## Werke (Auswahl)

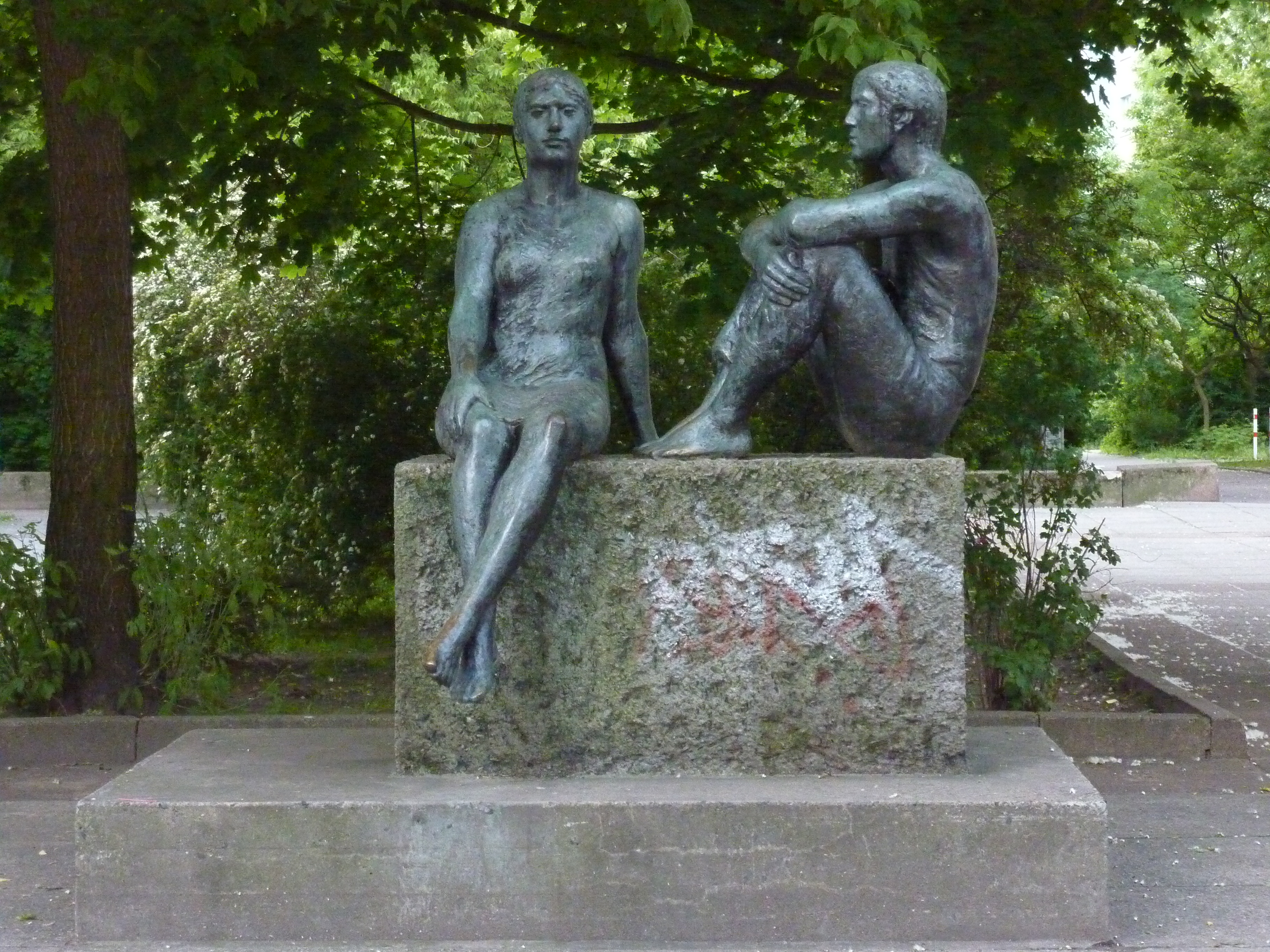
Junges Paar (1976)

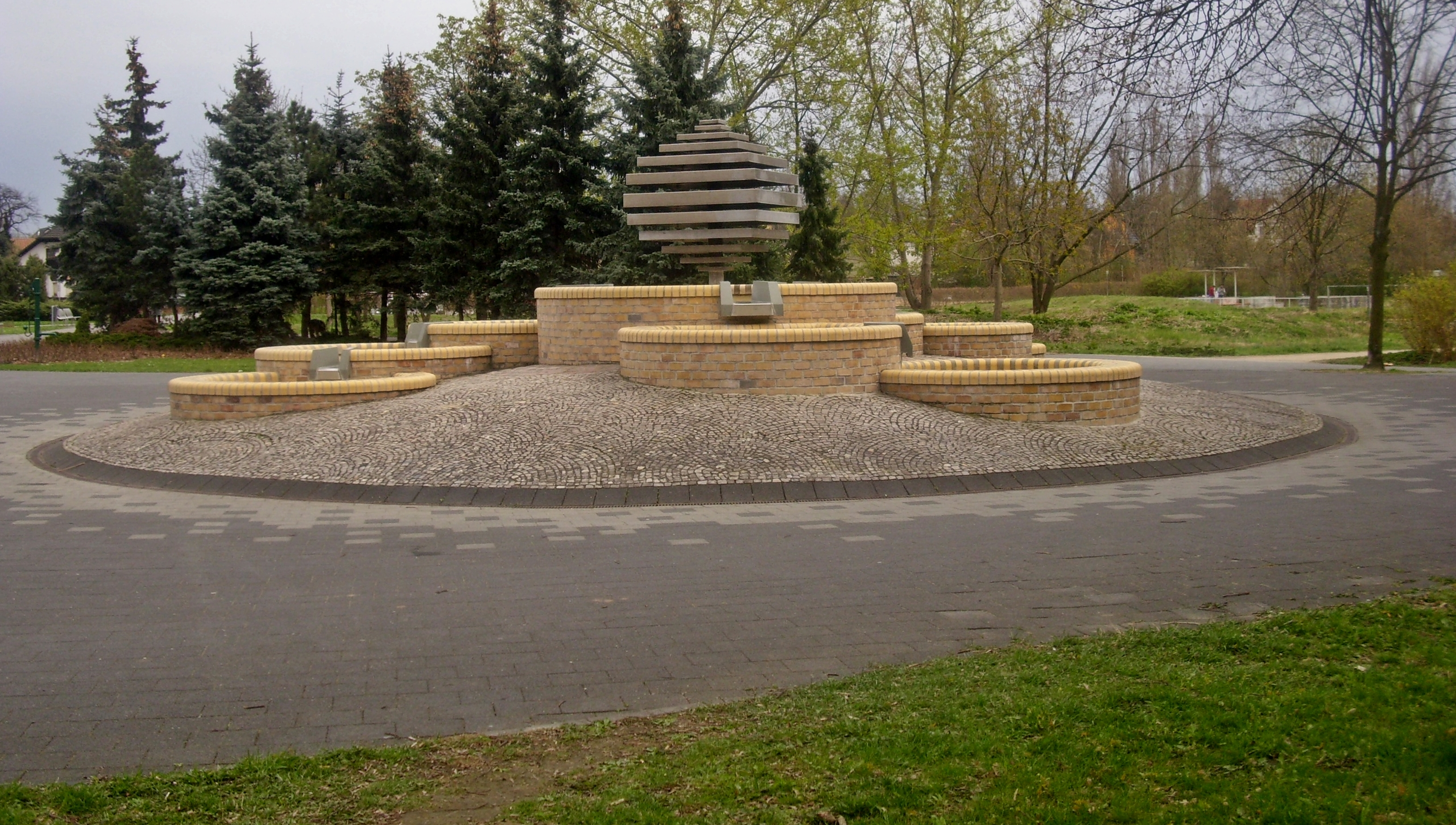
Sitzbrunnen mit Brunnenhaupt (1983)

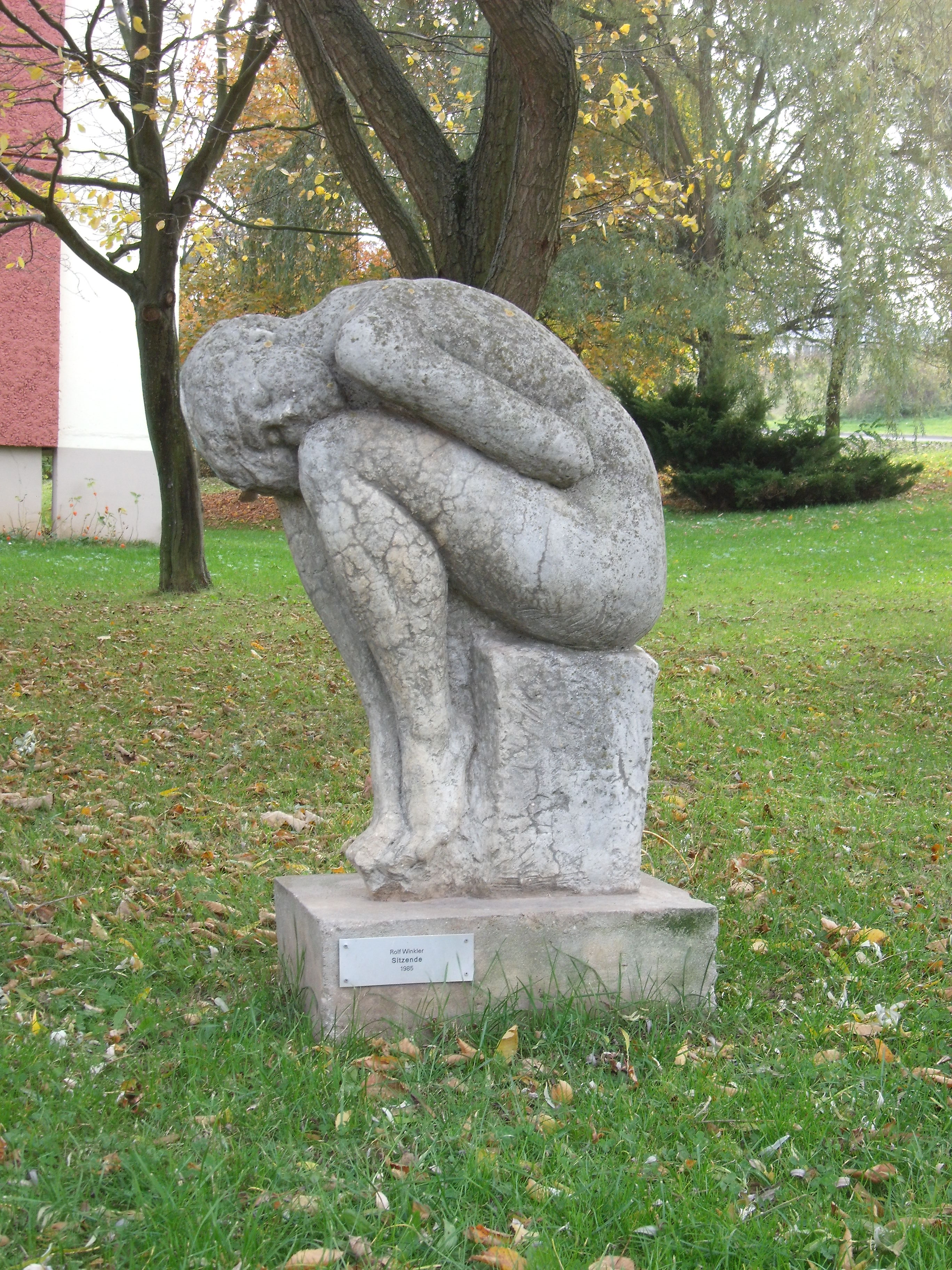
Sitzende (1985)

Seine Werke umfassten Skulpturen, Kleinplastiken, Reliefs, Druckgrafiken, Acrylmalereien, Akte, Medaillen und vieles mehr. Als Werkstoff kamen hauptsächlich Stein, Bronze und Materialmix zur Anwendung.
- 1970: Entwurf für ein Denkmal für Käthe Kollwitz[3]
- 1973: Weiblicher Torso[3]
- 1980: Hoher Brunnen 
Ein sechs Meter hoher Schmuckbrunnen im Bereich des gesellschaftlichen Zentrums zwischen Storkower Straße und Franz-Jacob-Straße.[4] Um 1994 wurde der Springbrunnen abgerissen, dafür errichteten die Investoren auf dem gesamten Gelände den Storkower Bogen, ein Einkaufs-, Wohn- und Geschäftszentrum.
- 1983: Sitzbrunnen
Ein rundes Brunnenareal mit etwa zehn Metern Durchmesser befindet sich im Kreuzungsbereich Marchwitzastraße/Biesdorfer Promenade im Quartier Südspitze des Ortsteils Berlin-Marzahn. Die Brunnenanlage aus Edelstahl und Klinkern besteht aus mehreren gestuften Becken, die auf ihren Rändern zum Verweilen einladen.[5]
- 1983: Kauernde[3]
- 1986–1990: Denkmal für die Sowjetsoldaten
Die Skulptur aus Stein und Bronze fand in einer Sitzung des Beirats für Stadtgestaltung vom Magistrat von Berlin 1986 die Zustimmung. Die Skulptur war für den Bürgerpark Marzahn vorgesehen. 1988 erfolgte eine interne Abnahme des Gussmodells und Winkler ließ sie bis 1990 weiter bearbeiten. Das nach der Wende geänderte politische Verständnis der neuen Berliner Stadtverwaltungen führte zu einem Verzicht auf eine Ausführung. Der Verbleib der Skulptur ist nicht bekannt.[5]
- 1989: Ohne Titel (Paar)[3]

## Ausgewählte Ausstellungen und Beteiligungen
- 1961: Junge Künstler, Akademie der Künste, Berlin
- 1963: Ausstellung im Klinikum Buch (heutiges Helios Klinikum Berlin-Buch)
- 1965: Berlin Heut
- 1971: Kleinplastiken auf der IGA, Erfurt
- 1971: Das Antlitz der Arbeiterklasse in der bildenden Kunst der DDR; Berlin, Altes Museum
- 1971, 1973 und 1975: Plastik und Blumen im Treptower Park, Berlin
- 1975: Kleinplastik und Grafik, Wanderausstellung
- 1975 bis 1989: sechs Bezirkskunstausstellungen von Berlin
- 1975: Der Torso in der Plastik der DDR, Nationalgalerie Berlin
- 1977/78: VIII. Kunstausstellung der DDR in Dresden
- 1978: Plastik der DDR in Bukarest und Cluj
- 1980: Ausstellung Berlin in Prag
- 1982/1983 und 1987/1988: IX. und X. Kunstausstellung der DDR, Dresden
- 1984: Kopf, Galerie an der Weidendammer Brücke, Berlin
- 1986: Plastikausstellung in der Franziskaner-Klosterkirche in Berlin
- 1987: Wirklichkeit und Bildhauerzeichnung, Dresden, Galerie Rähnitzgasse
- 1988: Kleine Galerie Pankow, Berlin (Einzelausstellung)
- 1989: Skulpturen im Treptower Park, Berlin
- 1990: Berliner Kunstausstellung VBK Objektkunst
- 1992: Spuren des Bösen in der Dorfkirche Weißensee
- 1993: Skulpturen im Bürgerpark Pankow (Gemeinschaftsarbeit mit Henry Wegener)
- 1993: Werkauswahl in der Forschungs- und Gedenkstätte Normannenstraße
- 2011: Plastiken und Grafik von Rolf Winkler in der Galerie+Kulturladen Radermann in Schwarzenberg aus Anlass seines 10. Todestages.[1]